# Бокченовићи
Бокченовићи или пре ће бити - "Богчиновац" (или Богшаново) су некадашње село у околини Апатина. Године 1752. читаво становништво је пресељено у Стапар код Сомбора.

## Историја
Богчиновац је био војнички шанац насељен Србима у садашњем атару Апатина. Налазио се на једном рукавцу (фоку), на пола сата хода од Апатина, уз Дунав. Имало је своју православну цркву са иконостасом. Када је Угарска после укидања те Бачке милиције 1745. године потчинила сва места граничарска у околини Сомбора, Богчиновци су пружили отпор. Одбили су да буду жупанијски поданици, и десет година су бранили свим средствима своју слободу. На крају су успели да издејствују договор са Сомборском жупанијом, а да прођу без последица по њих. Споразумно су напустили свој дунавски "фок", и населили се у оближње бачко село Стапар.
Њихово досељавање у Стапар било је око 1760. године. Са собом су донели иконе и делове иконостаса своје православне цркве. у Стапарској Ваведењској православној цркви на столовима биле су постављене њихове иконе: "Стоје иконе са иконостаса Богчиновачког, које је у првој половини 18. века сликао славни србски молер Крачун, и које су много лепше од оних што се у нас доцније моловаше". Поред икона ту су биле вредне ствари: "Потомци Богчиновачких Срба сачуваше у својој цркви за стотину година часну трапезу и царске двери, из своје старе цркве и ово обоје као свете древности красе сада ову нову цркву".